# Église Saint-Denis d'Aubigné-sur-Layon
L'église Saint-Denis est une église située à Aubigné-sur-Layon, en France.

## Localisation
L'église est située dans le département français de Maine-et-Loire, sur la commune d'Aubigné-sur-Layon.

## Description
Située dans le prolongement des anciens remparts du château, l'église Saint-Denis a été construite vers 1088.
À l'église romane (nef de la seconde moitié du XIe, chœur et clocher du XIIe), le transept a été rajouté au XIIIe avec un voûtement gothique.
À l'origine la voûte plein cintre était en bois recouvert de lambris. C'est en 1895 que l'architecte Martin remplace les lambris par une voûte en brique.
À droite , se trouve la chapelle Saint-Jean Baptiste et à gauche la chapelle de la Vierge.
Un décor peint est l'œuvre de Paolo Baronni (sa présence est attestée en Anjou entre 1750 et 1771), une inscription laisse penser que cette fresque a été commandité par le prieur Clément Balthazar Mesnard.
Le clocher roman, carré, à deux étages, abrite trois cloches. En 1793, elles avaient été fondues pour aider à la défense de la République. Il faudra attendre 1857 pour que les nouvelles soient installées. Il convient de noter qu’une vingtaine d’inhumations ont été mises au jour en 2008, sous l’actuelle place située à proximité de l’église. Ces sarcophages constituent les témoins du cimetière médiéval, disparu à l’époque moderne.

## Historique
L'édifice est classé au titre des monuments historiques en 1993.